# 萨尔蒙福尔斯坝
萨尔蒙福尔斯坝（英語：Salmon Falls Dam）是一座跨越萨尔蒙福尔斯河的混凝土重力式拱壩，位于美国爱达荷州特溫福爾斯西南大约28英里（45）。大坝高217英尺（66），长450英尺（140），并形成了蓄水230,650英亩·英尺（2.845亿立方米）的萨尔蒙福尔斯河水库（Salmon Falls Creek Reservoir）。当水库完全蓄水时，水面会延伸至17英里（27）的上游，面积达到3,400英畝（1,400公頃）。大坝和水库控制着下游1,610平方英里（4,200平方）盆地的排水。
大坝修建于1910年，属于萨尔蒙运河公司（Salmon River Canal Company）。修建大坝是主要目的是提供灌溉用水，次要目的是防洪，大坝已经在1984年和2017年防止了两次洪水。同时，萨尔蒙福尔斯河水库在当地广受欢迎，它被认为是在爱达荷州南部的渔业圣地之一。

## 画廊

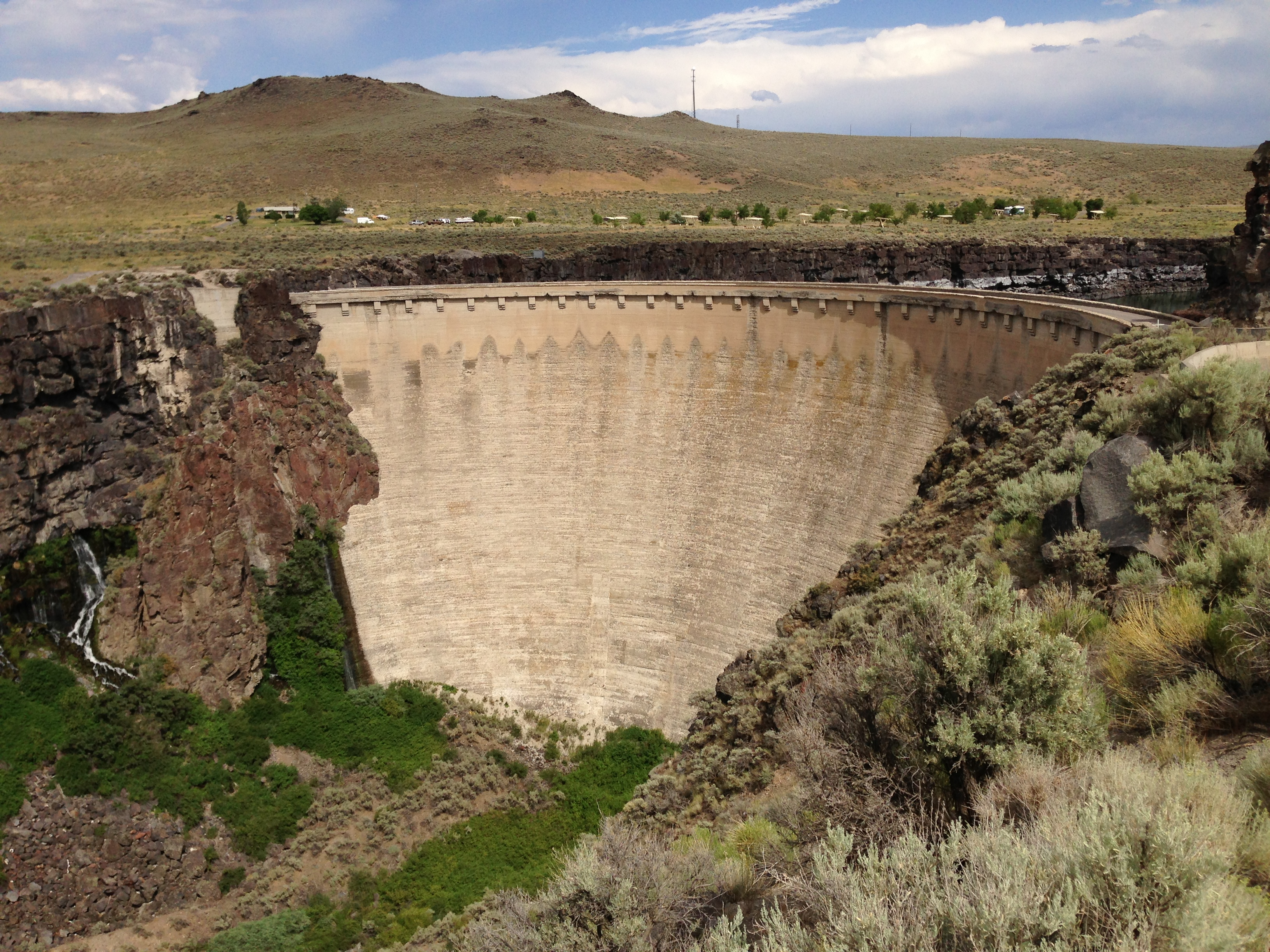
从西看萨尔蒙福尔斯坝
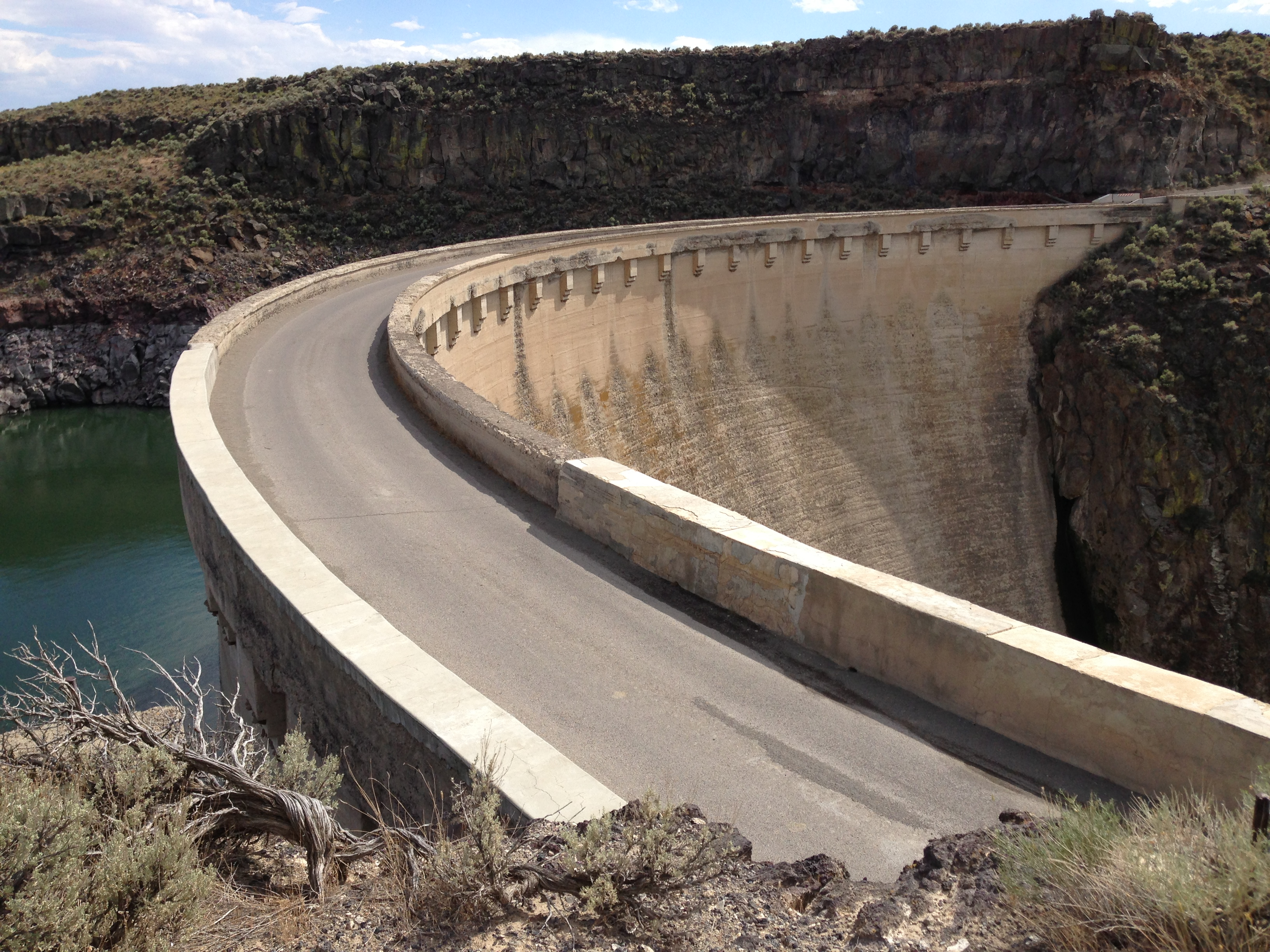
从东看萨尔蒙福尔斯坝
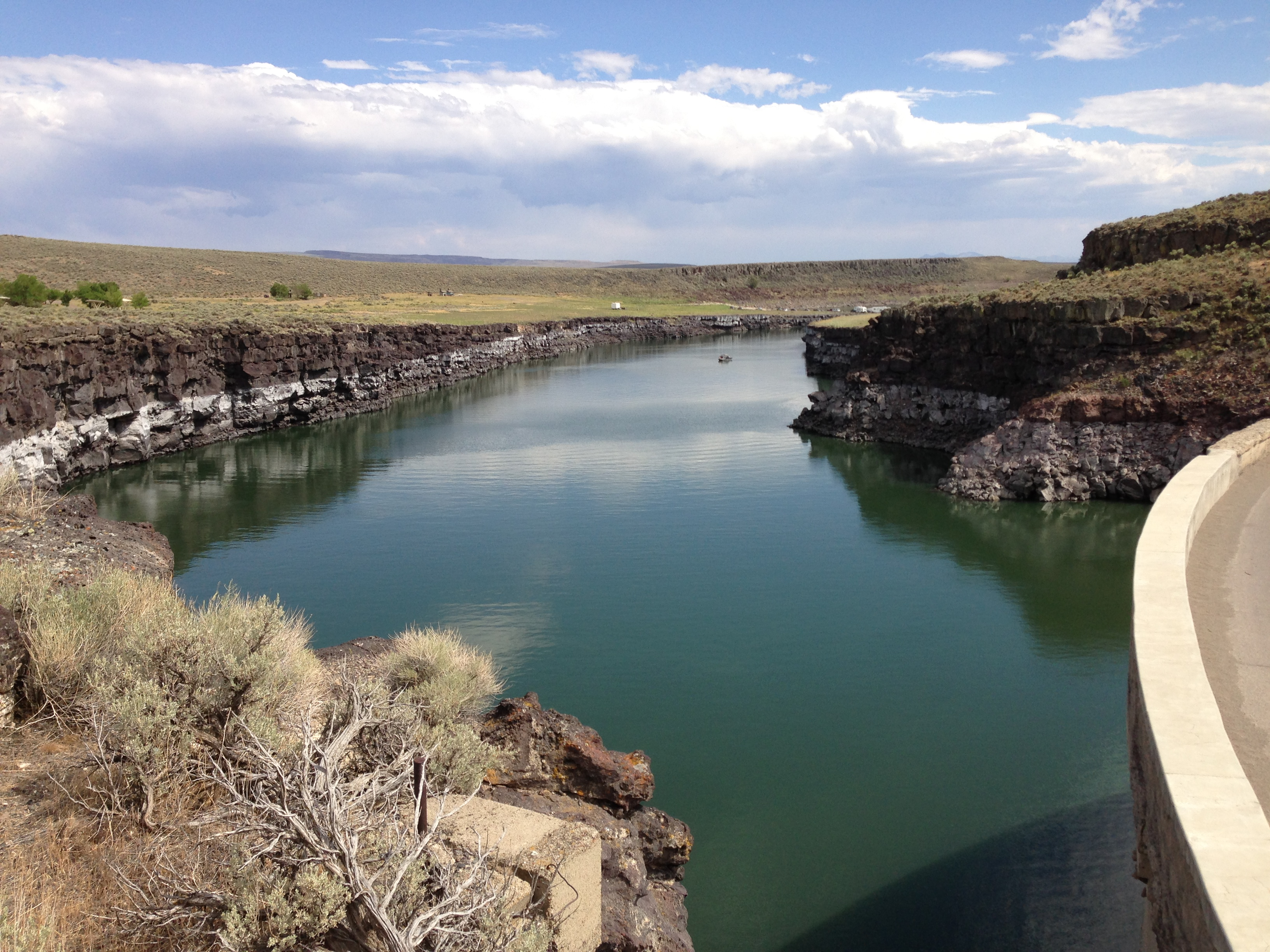
从南部向下看萨尔蒙福尔斯坝，水库在东边止于大坝